# Burchardstormfloden 1634

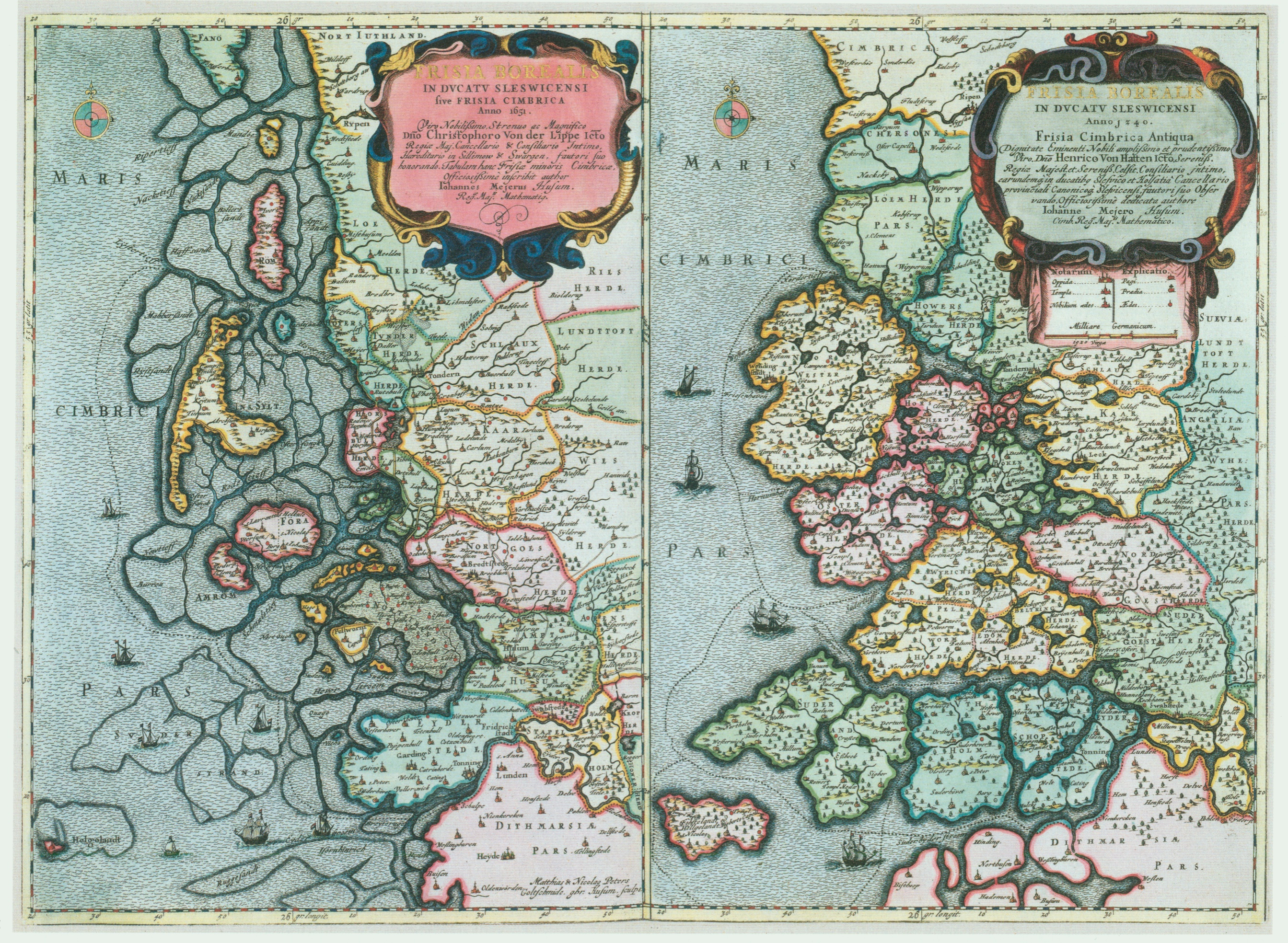
Karta över de drabbade områdena före 1362 (till höger) och efter 1634 (till vänster) enligt Johannes Mejer 1652.

Burchardstormfloden (tyska: Burchardiflut) eller Andra stora massdrunkningen (plattyska: Zweite Grote Mandränke; danska: Anden store manddrukning) var en omfattande stormflod som den 11-12 oktober 1634 drabbade Nordsjökusten mellan Ribe i södra Danmark och Brunsbüttel i dagens nordtyska Schleswig-Holstein.
Mellan 8 000 och 15 000 människor dog. De allvarligaste skadorna uppstod i Nordfriesland, där bland annat Eiderstedt drabbades och stora delar av ön Alt-Nordstrand spolades ut i havet. Vattenmassorna förstörde skyddsvallarna på flera ställen och boningshus översvämmades, även sådana som låg på de särskilda kullar som gjorts för att skydda mot översvämningar, så kallade terp. 
Stormfloden fick mycket svåra följder på, speciellt på grund av att det var högvatten. På exempelvis ön Strand förstördes skyddsvallarna på 44 ställen och 6 123 personer drunknade, det vill säga två tredjedelar av öns befolkning. Ungefär 50 000 kreatur dog, 1 300 hus och 30 kvarnar förstördes. Öns samtliga 21 kyrkor skadades och 17 av dem förstördes helt. Ön delades i öarna Nordstrand och Pellworm samt i ett antal mindre holmar, så kallade hallige.
Befolkningen längs Nordsjökusten drabbades extra i och med att stormfloden ägde rum under trettioåriga kriget och i anslutning till en omfattande pestepidemi i Schleswig-Holstein. Den variant av det frisiska språket som talades på Nordstrand dog ut i och med denna naturkatastrof.